# Kulcsár István (orvos)
Kulcsár István, 1906-ig Krausz (Budapest, 1901. szeptember 19. – Tel-Aviv, 1986. június 12.) orvos, nőgyógyász, pszichiáter, individuálpszichológus, Kulcsár István (1932–) író, újságíró apja.

## Élete
Kulcsár (Krausz) Miksa (1872–1922) szabómester és Blau Gizella (1880–?) fia. Anyai nagyapja Blau Soma körmendi tanító volt. A numerus clausus miatt tizenkilenc éves korában kikeresztelkedett, de így sem került ki a törvény hatálya alól és nem jutott be azonnal az egyetemre. Egy évig az Állatorvosi Főiskolán tanult, majd a pécsi Erzsébet Tudományegyetem orvosi karának hallgatója lett. 1926-ban szerezte meg orvosi oklevelét, de már egyetemi évei idején a patológiai és a pediátriai intézet laboratóriumaiban dolgozott. 1926 és 1938 között az újpesti szülőotthon nőgyógyásza volt.
Már fiatal orvosként is folytatott magánpraxist, ahol elsősorban pszichiátriai kezelést, illetve Individuálpszichológiai tanácsadást végzett, majd analitikus gyakorlatot folytatott. Ferenczi Sándor barátja és tanítványa volt. A mélylélektan híve volt, „adlerista”, megkísérelte Freud elméletét összeegyeztetni a marxizmussal. Az 1930-as évek elejétől aktív tagja volt a Magyar Individuálpszichológiai Egyesületnek is, titkárának is megválasztották, illetve gyakran tartott előadásokat. Több tanulmányt, könyvet írt az individuálpszichológia témakörében, 1933-ban jelentette meg Alfred Adler Menschenkenntnis című művét magyarul. 1934–1936-ban Székely Bélával együtt szerkesztette az Emberismeret című pszichológiai folyóiratot. 1932-től a Pannónia utca 19. szám alatti lakásában rendelt és hozzá járt többek között Karinthy Frigyes második felesége, Böhm Aranka is pszichoanalízisre. 1934-ben a neurológia és pszichiátria szakorvosa lett.
Az illegális kommunista párt aktív szimpatizánsa volt (a háború után a párthoz is csatlakozott). Az 1930-as években közeli barátságot ápolt József Attilával, akinek Lebukott című versének gépiratát megtalálták egy házkutatás során íróasztala fiókjában. Néhány hónappal később perbe fogták, de a bíróság bizonyítékok hiányában felmentette. 1938 és 1944 között a Szent János Kórház ideg- és elmeosztályán működött. Először tudományos asszisztensként alkalmazták, de részt vett a klinikai munkában is: ő végezte az ambuláns idegvizsgálatokat is. Később önálló osztályvezetésre is lehetősége nyílt.
A második világháború alatt először katonának hívták be, azonban származása kitudódott és munkaszolgálatos lett. Egy munkatáborban kezdte írni Körmendi Balázs álnéven Zsidó gyónás című művét, amelyet végül évtizedekkel később adtak ki. A háború végét és a nyilas terrort hamis papírokkal élte túl.
1945-től 1948-ig a Deportáltak Gondozó Bizottságának (DEGOB) kórházában dolgozott főorvosként, 1948-tól 1950-ig pedig az Újpesti rendelőintézet orvosa volt. A háború után visszatért zsidó gyökereihez és a magyarországi cionista mozgalom egyik vezetője lett. A Magyar Cionista Szövetség alelnökévé választották. 1950-ben feleségével és fiával kivándorolt Izraelbe, ahol 1951-ben kinevezték az újonnan létesült akkói elmegyógyintézet élére. 1956–1957-ben Angliában, Hollandiában és Svájcban tehetett tanulmányutat egy egészségügyi ösztöndíjnak köszönhetően. Utazása során előadást tartott a Zürichben megrendezett II. Nemzetközi Pszichiátriai Kongresszuson. 1959-ban kinevezték a Tel HaShomer-i Sheba kórház pszichiátriai osztályának igazgatójává. Az intézmény a Tel-Aviv-i orvosegyetem kiképző kórházaként működött. 1969-től a Tel-Aviv-i Egyetem pszichiátriai tanszékének professzora lett 1971-es nyugdíjba vonulásáig, azonban továbbra is bejárt a kórházba és folytatta rendelői munkáját.
1961-ben felkérték, hogy végezze el az egy évvel korábban Argentínában elfogott Adolf Eichmann háborús bűnös pszichológiai vizsgálatát. Öt évvel később harmadik feleségével, Shoshanna Kulcsar klinikai pszichológussal és Szondi Lipóttal részletesen beszámoltak a vizsgálat eredményéről az Eichman in the Third Reich in Crime, Law, and Corrections című írásukban. 1965-ben jelent meg a The Psychopathology of Adolf Hitler című tanulmánya az Excerpta Medica Interna 117. számában.
Első felesége Fazekas Anna (1905–1973) volt, akit 1928. április 7-én Budapesten vett nőül. 1936-ban elváltak. Második felesége Zvolenszky Józsa (1910–?) orvos volt, akivel 1937. október 30-án kötött házasságot.

## Főbb művei
- Bevezetés az individuálpszichológiába (Budapest, 1932)
- Az individuálpszichológia útja (Budapest, 1934)
- Zavarok a nő szerelmi életében: a frigiditás keletkezése és gyógyítása (Budapest, 1938)
- Adatok az elmebetegek frontérzékenységéhez. Lajtavári Lászlóval. (Budapest, 1939)
- Az epilepsia kezelése diphedannal. Simon Tiborral. (Budapest, 1940)
- A Basedow-kór psychés meddő (fruste) formái (Budapest, 1941)
- Zsidó gyónás. Visszaemlékezés (Körmendi Balázs néven, Budapest, 1990, 2. kiadás: Budapest, 2006. Előszó: Bárdos Pál)

### Fordítás
- Alfred Adler: Emberismeret: gyakorlati individuálpszichológia (Budapest, 1933, 2. kiadás: Budapest, 1937)